# Bescherelle
Bescherelle [beʃˈʀɛl] ist der Titel eines im Französischunterricht in Schulen und Universitäten weitverbreiteten Nachschlagewerks der Konjugationsformen, in dem alle Klassen (mehr als hundert) der französischen Verbformen nebst Beispielen für die korrekte Bildung auch der seltensten Formen zu finden sind.
Es erschien erstmals 1842 als Le véritable manuel des conjugaisons ou la science des conjugaisons mise à la portée de tout le monde. Verfasser war der französische Lexikograph und Pädagoge Louis-Nicolas Bescherelle der Ältere (1802–1884), von dem zahlreiche weitere Lehrbücher (unter anderem zu Orthographie und zu Einzelfragen von Partizip- und Subjonctifgebrauch im Französischen) und Grammatiken stammen, die für weite Kreise bestimmt waren. Berühmt sind auch die 1834 von Bescherelle zusammen mit seinem Bruder Henri-Honoré (1804–1887) publizierte Grammaire Nationale, die zahlreiche Auflagen erlebte, und sein Dictionnaire national.
Mit diesen Publikationen hatte Bescherelle großen Einfluss auf die Durchsetzung eines normativen Verständnisses der französischen Grammatik und auf die in frankophonen Ländern übliche Leidenschaft für grammatikalische Detailfragen.